# نوتينغهام (نيوهامشير)
نوتينغهام (بالإنجليزية: Nottingham, New Hampshire)‏ هي بلدة أمريكية تقع في الولايات المتحدة في Rockingham County. يقدر عدد سكانها بـ 4,785 نسمة ومساحتها 125.4 كم2 ووترتفع عن سطح البحر 79 متر.

## أعلام
- جيسون ليهولير